# Accidente del Britten-Norman Islander de Dapeng Airlines
El accidente del Britten-Norman Islander de Dapeng Airlines fue un accidente ocurrido el jueves 30 de agosto de 2012 cuando un avión que realizaba un reportaje fotográfico de la isla de Taiwán, se estrelló contra el terreno matando a las 3 personas que viajaban a bordo, los dos pilotos y un fotógrafo.

## Avión
El avión era un turbohélice bimotor civil Britten-Norman BN-2B-26 Islander, charteado y operado por la transportista aérea privada Dapeng Airlines, registro B-68801.
Fue producida por la planta de aeronaves británica "Britten-Norman" en Gran Bretaña como Britten-Norman BN-2B-26 Islander y estaba en servicio desde 1991, es decir, durante 21 años.

## Pasajero y tripulantes
El avión transportaba a un fotógrafo, encargado del reportaje gráfico, desde la capital del país, Taipéi, a la población de Taitung en el suroeste de la isla, para un reportaje fotográfico aéreo.
En el accidente murieron los dos pilotos, Hsuey Chen-hao (薛晨浩) y Chang Ming-chin (張明欽), además del reportero gráfico, Chien Yu-hsin (錢煜新).

## Accidente
La aeronave fue contratada para realizar una misión de fotogrametría aérea con un capitán, un primer oficial y un fotógrafo aéreo a bordo.
El avión despegó a las 07:26 del aeropuerto de Taipei-Song Shan en una salida por instrumentos. La misión planeada era realizar un vuelo de fotogrametría aérea en el área de Hualien y Taitung, y proceder al aeropuerto de Taitung para aterrizar.
Dieciocho minutos después del despegue, se canceló el plan de vuelo por instrumentos y el vuelo procedió de acuerdo con las reglas de vuelo visual (VFR).
A las 08:27, la aeronave ingresó al área de fotografías aéreas del condado de Hualien, manteniendo una altitud de 8.300 pies a 8.500 pies. De las 08:37 a las 08:43, Taipei Approach informó a la tripulación de vuelo: "El radar no puede cubrirlo ... asegúrese de mantener el vuelo visual".
El último contacto con el vuelo fue a las 09:13 cuando el Control de Aproximación de Kaohsiung se puso en contacto con la aeronave.
Las señales de ELT se recibieron a las 09:40 y el avión se ubicó el 1 de septiembre a una altitud de unos 9.568 pies en una ladera boscosa.

## Investigación
Después de 1 año de investigación, se determinó que la posible causa probable fue que la geografía del área no era favorable para escalar en círculos o dar la vuelta para escapar de la zona montañosa de forma segura. El personal a bordo eligió realizar una fotogrametría aérea en Morakot cuando las condiciones climáticas estaban permitidas después de completar la fotografía aérea en Wanrong Woods sin ninguna planificación previa debido a que la fotografía aérea de Morakot se había retrasado.